# 邵號驅逐艦 (DD-68)
邵號驅逐艦（舷號DD-68）是一艘隸屬於美國海軍的驅逐艦，為桑普森級驅逐艦的六號艦。她是美軍第一艘以邵為名的軍艦，以紀念美法准戰爭時期的海軍軍官約翰·邵（John Shaw）。
邵號在1916年於馬爾島海軍造船廠開始建造，在1917年下水服役。邵號服役當日，離美國國會宣佈參與第一次世界大戰僅相去三日。接著邵號由太平洋調往大西洋，派往法國及愛爾蘭海域，掩護協約國船隻。期間邵號曾與護航商船相撞，造成嚴重損傷。復修後戰爭已經告終，而邵號則留在加勒比海巡航，在1922年退役。1926年邵號轉交美國海岸防衛隊，負責截查酒精走私，在1933年重返海軍。1934年邵號除籍，按倫敦海軍條約出售拆解。